# European Football League 2005
In der Saison 2005 der European Football League wurde eine Qualifikationsrunde in vier Divisionen ausgespielt, wobei sich jeweils der Gruppenerste für das Halbfinale qualifizierte. Im Finale schlugen die Vienna Vikings die Bergamo Lions mit 29 zu 6.

## Qualifikationsrunde

### Division 1
- Vienna Vikings - L’Hospitalet Pioners 57:16 (14:7,17:9,13:0,13:0)

|    | Verein               | Sp | Punkte | TD    | Diff. |
| -- | -------------------- | -- | ------ | ----- | ----- |
| 1. | Vienna Vikings       | 1  | 2:0    | 57:16 | +41   |
| 2. | L’Hospitalet Pioners | 1  | 0:2    | 16:57 | −41   |

### Division 2
- Badalona Dracs - Tyrolean Raiders 14:42 (0:14,0:28,8:0,6:0)
- Tyrolean Raiders - Badalona Dracs 39:6 (18:0,14:0,7:0,0:6)

|    | Verein           | Sp | Punkte | TD    | Diff. |
| -- | ---------------- | -- | ------ | ----- | ----- |
| 1. | Tyrolean Raiders | 2  | 4:0    | 81:20 | +61   |
| 2. | Badalona Dracs   | 2  | 0:4    | 20:81 | −61   |

### Division 3
- Moskau Patriots - Stockholm Mean Machines 19:24 (3:7, 3:7, 6:7, 7:3)

|    | Verein                  | Sp | Punkte | TD    | Diff. |
| -- | ----------------------- | -- | ------ | ----- | ----- |
| 1. | Stockholm Mean Machines | 1  | 2:0    | 24:19 | +5    |
| 2. | Moscow Patriots         | 1  | 0:2    | 19:24 | −5    |

### Division 4
- Spartiates d’Amiens - Bergamo Lions 34:38 (14:7,7:24,0:0,13:7) Spielbericht
- Bergamo Lions - Spartiates d’Amiens 35:6 (7:0,7:6,14:0,7:0)

|    | Verein              | Sp | Punkte | TD    | Diff. |
| -- | ------------------- | -- | ------ | ----- | ----- |
| 1. | Bergamo Lions       | 2  | 4:0    | 73:40 | +33   |
| 2. | Spartiates d’Amiens | 2  | 0:4    | 40:73 | −33   |

## Play-offs
|  | Halbfinale | Halbfinale              | Halbfinale |  |  | Eurobowl XIX - Wien | Eurobowl XIX - Wien | Eurobowl XIX - Wien |
|  |            |                         |            |  |  |                     |                     |                     |
|  |            |                         |            |  |  |                     |                     |                     |
|  | Osterreich | Tyrolean Raiders        | 21         |  |  |                     |                     |                     |
|  | Osterreich | Vienna Vikings          | 49         |  |  |                     |                     |                     |
|  |            |                         |            |  |  | Osterreich          | Vienna Vikings      | 29                  |
|  |            |                         |            |  |  | Italien             | Bergamo Lions       | 6                   |
|  | Italien    | Bergamo Lions           | 42         |  |  |                     |                     |                     |
|  | Schweden   | Stockholm Mean Machines | 27         |  |  |                     |                     |                     |
|  |            |                         |            |  |  |                     |                     |                     |

## Eurobowl
|                       |                             |  |                         |                          |               |  |                                 |
|                       | Wien 8. Juli 2005 14:30 Uhr |  | Chrysler Vikings Vienna | \| \| 29 : 6 \| \| \| \| | Bergamo Lions |  | Sportklubplatz Zuschauer: 4.200 |
| (12:6, 7:0, 3:0, 7:0) | Wien 8. Juli 2005 14:30 Uhr |  | Chrysler Vikings Vienna |                          | Bergamo Lions |  | Sportklubplatz Zuschauer: 4.200 |
|                       | 29 : 6                      |  |                         |                          |               |  |                                 |
|                       |                             |  |                         |                          |               |  |                                 |